# Gaudí-tegel

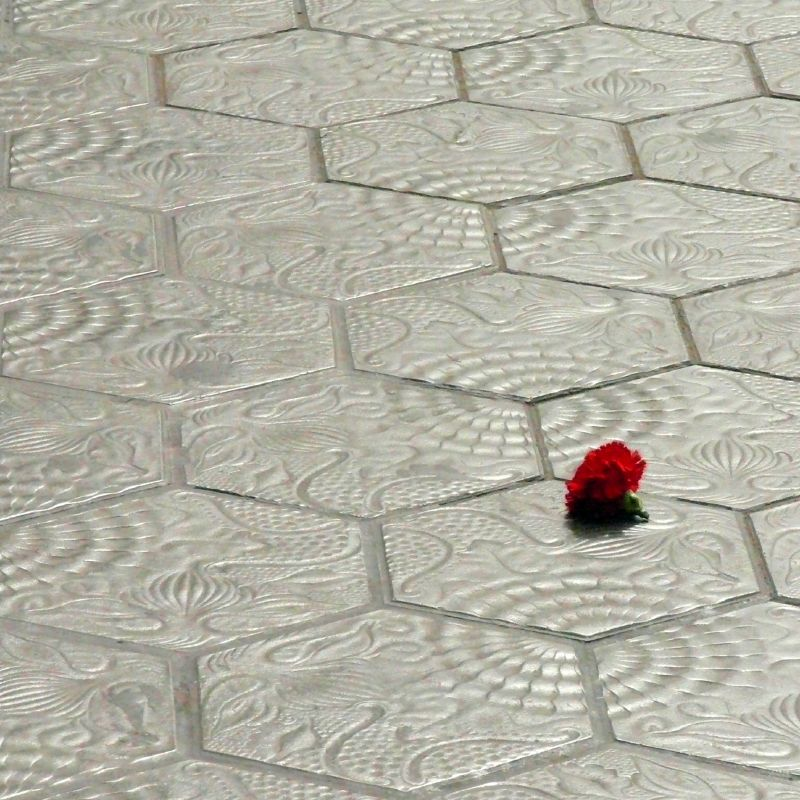
Gaudí-tegels in een stoep langs de Passeig de Gràcia

De Gaudí-tegel is een zeshoekige stoeptegel ontworpen door de architect Antoni Gaudí in 1906, en wordt gebruikt voor de bestrating van de stoepen van de Passeig de Gràcia, een elegante, belangrijke laan in de Catalaanse hoofdstad Barcelona. Het is zijn bekendste, niet-architectonische werk.
Gaudí had de tegel aanvankelijk ontworpen voor vloeren in Casa Batlló, maar door vertragingen in de productie werd hij uiteindelijk toegepast op de dienstverdieping van Casa Milà. Hij heeft de motieven gemodelleerd met bijenwas. De oorspronkelijke tegel wordt tentoongesteld in het MoMA in New York.
Op de tegel staan drie verschillende zee-motieven, die pas compleet worden als meerdere tegels met elkaar worden gecombineerd. Het subtiele reliëf geeft de motieven een dynamische indruk.